# Brčko
Brčko je grad i najveća luka u Bosni i Hercegovini. Administrativno je sjedište Brčko distrikta BiH, te gospodarsko i kulturno središte Bosanske Posavine. Nalazi se na sjevero-istoku Bosne i Hercegovine, na desnoj obali rijeke Save, nasuprot mjestu Gunji u Hrvatskoj. Istočno od grada prostire se plodna Semberija, zapadno Bosanska Posavina, dok se petnaestak kilometara južno od grada dižu obronci planine Majevice. Povijesno središte grada Brčkog nastalo je od četiri naselja: Atik mahale, Kolobare, Karanfil mahale i (Srpske) Varoši.
Brčko je istodobno i središte Brčko distrikta BiH, zasebne administrativno-upravne jedinice u Bosni i Hercegovini koja ne pripada entitetu Federacije Bosne i Hercegovine, niti entitetu Republike Srpske, nego izravno državi Bosni i Hercegovini. Brčkom rukovode samo mjesne i državne vlasti, uz pomoć međunarodne zajednice u obliku nadzornika. Aktualni nadzornik za Brčko distrikt BiH je Jonathan Mennuti.

## Zemljopis

### Položaj
Brčko je smješteno na sjeveru Bosne i Hercegovine, u Bosanskoj Posavini. Nalazi se u niskoj riječnoj dolini koja čini dio slijeva rijeka Save, Brke i Velike Tinje. Nadmorska visina se, zavisno od terase koju formiraju rijeke, kreće od 85 m do 200 m (85 %). Jedini izuzetak su sjeverni obronci planine Majevice u južnom dijelu Distrikta nadmorske visine od 200 do 400 m. S obzirom na to da se na području Brčkog susreću dva reljefna oblika - nizijski i brežuljkasti, veoma su pogodni uvjeti za poljoprivredu i stočarstvo.
Brčko je podjednako udaljeno od tri velika industrijska, ekonomska, politička i potrošačka središta: Beograda (200 km), Zagreba (270 km) i Sarajeva (210 km), s kojima je povezan cestovno, željeznički i/ili riječno.

### Klima
Brčko ima umjerenu kontinentalnu klimu s toplim ljetima i hladnim zimama. Srednja godišnja temperatura je oko 11 °C. Godišnja količina padalina je 760 mm. Rijeka Sava plovna je više od 310 dana u godini.

### Zelenilo
Na području Brčkog površine pod šumom zahvaćaju 11.247 ha što čini 32,6 % ukupne površine. Od ukupne šumske površine državne šume pokrivaju 2.972 ha ili 26,4 % površine, dok šume u privatnom vlasništvu pokrivaju 8.275 ha ili 73,6 % površina. Navedene površine pod šumama obuhvaćaju različite tipove od kojih treba izdvojiti šume hrasta, bukove šume i šume jele i smrče.

### Naselja u sastavu Brčko distrikta BiH
Brčko distrikt BiH prostire se na površini od 493 km². Površina središnjega gradskog područja je 183 km². Područje Brčko distrikta BiH (u širem smislu), osim naselja Brčko, obuhvaća i drugih 61 naselja. To su:
- Bijela
- Boće
- Boderište
- Brezik
- Brezovo Polje
- Brezovo Polje (selo)
- Brka
- Brod
- Bukovac
- Bukvik Donji
- Bukvik Gornji
- Buzekara
- Cerik
- Čađavac
- Čande
- Ćoseti
- Donji Rahić
- Donji Zovik
- Dubrave
- Dubravice Donje
- Dubravice Gornje
- Gajevi
- Gorice
- Gornji Rahić
- Gornji Zovik
- Grbavica
- Gredice
- Ilićka
- Islamovac
- Krbeta
- Krepšić
- Laništa
- Lukavac
- Maoča
- Marković Polje
- Ograđenovac
- Omerbegovača
- Palanka
- Popovo Polje
- Potočari
- Prutače
- Rašljani
- Ražljevo
- Repino Brdo
- Sandići
- Seonjaci
- Skakava Donja
- Skakava Gornja
- Slijepčevići
- Stanovi
- Šatorovići
- Štrepci
- Trnjaci
- Ulice
- Ulović
- Vitanovići Donji
- Vitanovići Gornji
- Vučilovac
- Vujičići
- Vukšić Donji
- Vukšić Gornji

## Povijest

### Nastanak grada
U Brčkom osim rijeke Save postoje još i rijeke Brke, Tinja, Lomnica, Srnica i Lukavac. U neposrednoj blizini navedenih rijeka pronađeno je mnoštvo predmeta koji govore o životu ljudi u prapovijesti. Osim predmeta od keramike, bakra i željeza pronađeni su i drugi predmeti potrebni za svakodnevni život. Pronađeno je različito oružje i oruđe, nakit, kameni žrvnjevi, bakrene igle i britve, strojevi za tkanje, sjekire, bodeži, novac i dr.
Ilirija je zauzimala područje od Albanije do Slovenije. Na tom području su živjela mnogobrojna plemena. Uz rijeku su Savu živjela ilirska plemena Breuci, Oserijati i Kolapijani. Breuci su živjeli na području Bosanske Posavine (brčanske i oraške). Ova plemena su se najčešće bavila lovom i ribolovom, a po potrebi su bili i ratnici.
Godine 27. pr. Kr. rimski car Oktavijan August u potpunosti je osvojio Ilirik. Na dionici pokraj rijeke Save, izgrađen je grad Saldae (Brčko). Rimski grad, utvrda i naselje pod nazivom Saldae se prvi put spominje 2. godine pr. Kr. Početkom se 1. stoljeća nalazio točno na granici dviju rimskih pokrajina - Panonije i Dalmacije, a kasnije je pripadao pokrajini Panoniji. Bio je to prvi grad u Bosanskoj Posavini na prometnici koja je povezivala Sirmium (Srijemsku Mitrovicu) i Salonae (Solin). Na području Brčkog račvala se u dva kraka. Jedan je dio išao neposredno uz rijeku Savu i povezivao gradove Saldae (Brčko) i Ad Bassantae (Bosanski Šamac). Prolazio je uz područja današnjih naselja: Crkvište (Plazulje), Krčevine (Vučilovac), Vidovice, Dvorine (Kopanice), Gradić (Matići), Nenavište (Tolisa) i Trgovište (Donja Mahala). Drugi je dio prolazio nešto južnije kroz područje na kojemu se danas nalaze mjesta Donji Rahić, Ulice, Vukšić, Jagodnjak, Poljaci, Dubrave i Hrgovi. Smatra se da ime Saldea potječe od latinske riječi za sol, jer na latinskome jeziku riječ sal (-is, m) znači kuhinjska sol. Naziv Saldae može označavati i mjesto gdje se trguje-prodaje sol, a dokaz postojanja rimskoga grada Saldae su ostatci rimske kanalizacije u Brčkom.
Nakon raspada Zapadnog Rimskog Carstva, ovi krajevi su kratko vrijeme pripadali državama istočnih Gota, a zatim Avara. 
Za vrijeme kneza Trpimira pripadala je Bijeloj Hrvatskoj, te Posavskoj Hrvatskoj (knez Ljudevit Posavski, knez Braslav). Propašću Posavske Hrvatske 822. godine Brčko je došlo pod franačku vlast. Franke će početkom 10. st. protjerati Mađari i pokušati zauzeti krajeve južno od Save, ali ih u tome sprječava hrvatski kralj Tomislav. Od 949. – 960. godine Bosanskom Posavinom vlada srpski knez Časlav Klonimirović. Kasnije Brčko pripada Slavoniji kao dio hrvatsko-ugarske kraljevine. Od godine 1154. do 1183. Posavinom vlada bosanski Borić. Krajem sedamdesetih godina 12. stoljeća Ugarska ponovno okupira Bosansku Posavinu. Nakon njih vlada bosanski ban Kulin. Od 1233. – 1249. godine Posavinom vlada bosanski ban Matej Ninoslav koji je na ovom prostoru pet godina ratovao s Mađarima. Bosanska Posavina je od 1273. do 1319. u sastavu Ugarske. U ruke bosanskih banova Usore dolazi 1324. godine. Godine 1377. krunidbom Tvrtka I. Kotromanića Bosna postaje samostalna kraljevina, te on preuzima vlast nad Bosanskom Posavinom. Nasljednici Tvrtka I. nisu imali vojnu snagu kao on pa ovaj prostor zauzimaju hrvatski plemići Šubići, a oni ga darivaju bosanskim plemićima Hrvatinići. Krajem 14. stoljeća na ovom području vladaju hrvatski plemići Gorjanski. Bosanska Posavina je stoljećima bila poprište razaranja za vrijeme bosansko-ugarskih ratova. Godine 1408. je ponovo zauzima Ugarska te je ona idućih 120 godina u sastavu hrvatsko-ugarskog kraljevstva. Prema pisanim izvorima iz 14. stoljeća na brčanskom prostoru postojalo je više katoličkih naselja. Kao najstarija spominju se Bili Potok, Pćelić, Korenita, Štrepci, Gornja Skakava, Zovik, Boće, Boderište, Donji Rahić, Gorice, Gornji Vukšić, Trnjaci, Hrgovi, Brezovo Polje, Brka, Dubrave i Novi. Hrvatski ban Nikola II. Gorjanski, u čijem je privatnom vlasništvu bilo ovo područje, godine 1428. naselje Barka proglašava gradom (današnje Brčko). Ispravan naziv je Brka, ali su franjevci često griješili i pisali Barka. Za razliku od franjevaca Osmanlije ga nazivaju Brčki, a Austrijanci Brčka. Godine 1463. osmanski je sultan Mehmed II. Osvajač osvojio Kraljevinu Bosnu. Iste godine hrvatsko-ugarski kralj Matija Korvin uz pomoć Stjepana Hercega osvaja neke dijelove Bosne od Osmanlija. Tada je osvojena i Bosanska Posavina koja je pripala srebreničkoj banovini. Godine 1528. hrvatsko-ugarski kralj Ferdinand dobiva obavijest da Osmanlije spremaju napad na gradove Morović, Brčko, Nijemce, i Virgrad kod Otoka. Zato se iz Ugarske naređuje bivšem hrvatskom banu Ivanu Karloviću da pomogne u obrani ovih gradova. Osmanlije su napredovali iz Srijema te preko rijeke Drine. U ljetu 1529. godine Barka pada pod osmansku vlast.
Nakon okupacije grada Osmanlije su obnovili staru rimsku utvrdu na ušću rijeke Brke u Savu i u nju smjestili svoje graničare. Hrvati u vrijeme Osmanlija masovno se iseljavaju u Slavoniju, a u Brčko se doseljavaju Bošnjaci, Srbi i Vlasi iz Podrinja i Srbije. Osmanlije su izgradile drvenu džamiju poznatu pod nazivom Atik džamiju. Osmanlije grad nazivaju Brčki. Godine 1548. izgradili su tvrdi put od Brčkog do Tuzle koji je išao preko planine Majevice. Grad Brčki je početkom 17. st. imao popločane ulice i dva javna kupališta. Bilo je oko 150 kuća, tri džamije i jedna katolička crkva. U vrijeme Bečkog rata osvojeni su veliki dijelovi od Osmanlija. Godine 1688. austrijska je vojska zauzela Brčki. Muslimansko stanovništvo iz Mađarske, Slavonije, Srijema, Like i Dalmacije bježalo je u Bosnu, Hercegovinu i Srbiju, a kršćansko stanovništvo iz Bosne i Hercegovine prelazilo je u novoosvojene krajeve. Brčko je od 1718. do 1739. godine bilo pod austrijskom vlašću. Osmanlije ponovo vladaju od 1739. godine, a u Brčkom su se ponovno naselili okolni Bošnjaci. U Brčkom je 1740. godine izgrađena palanka. Napravljena je od drvenih oblovica, pruća i blata, a imala je i drveni toranj. Utvrda je bila opasana kanalima ispunjenim vodom, koji su služili kao dodatna zaštita. Brčko je tada u sastavu Tuzlanske kapetanije. Palanka je postojala sve do 1804. godine, a službeno je ukinuta 1833. godine. Tijekom 18. st. u brčanski kraj doseljavaju se Srbi iz Podrinja i Srbije. Početkom 19. stoljeća u Brčkom se grade različiti objekti, a u samome mjestu nastaju prva naselja: Atik mahala, Kolobara, Karanfil mahala i (Srpska) Varoš. U listopadu 1858. godine u Bosanskoj Posavini je došlo do sukoba između osmanske vojske i srpskih pobunjenika. Hrvati su u toj pobuni sudjelovali u manjem broju. Nakon pobune Osmanlije su popalili sva pravoslavna naselja u okolici Orašja i neka naselja u brčanskoj okolici. Godine 1868. Brčko je novom cestom povezano s Bijeljinom. Brčko postaje ekonomsko i kulturno središte Bosanske Posavine. Zbog povećanog prometa i trgovine između Brčkog i Austrije, Austrija svoj konzulat iz Tuzle prenosi u Brčko. Godine 1864. otvorena je prva pošta. Godine 1869. uveden je telegraf. Osmanlije su svoju vlast u Brčkom održali sve do srpnja 1878. godine kada je to područje preuzela Austro-Ugarska.

### Razvijanje grada
Austro-Ugarska vojska je u područje Brčkog kraj ulazila iz dva smjera: od Bosanskog Šamca preko Orašja i od Dubrava preko Vukšića i Ulica. Dio stanovništva (uglavnom muslimani, ali i nešto pravoslavaca) je pod vodstvom Mehmed-bega Čerimagića i Nike Ristanića pružao otpor s oko 600 dobrovoljaca. Do sukoba s austro-ugarskom vojskom došlo je 16. rujna 1878. godine kod sela Lončara i Krepšića, odakle su se branitelji morali brzo povući. Austrougarske postrojbe zauzele su brčanski kraj 17. rujna 1878. godine i stavili ga pod vojnu upravu. U austrougarsko vrijeme grade se značajni objekti, razvija se promet roba i ljudi sa zapadnom Europom, trgovina je u ekspanziji, ugostiteljstvo doživljava procvat, razvija se školstvo, napreduje industrijska proizvodnja, izgrađuju se nove crkve i džamije, Židovi su u središtu grada izgradili sinagogu. Na početku austrougarske vladavine u samom naselju Brčko živjelo je oko 3000 ljudi. Do 1895. godine taj se broj povećao na 6146 stanovnika, a 1910. godine iznosio je 7000 stanovnika. Prema podatcima iz 1895. godine u brčanskom kraju je živjelo 8000 Hrvata, 6100 Srba i 2400 Bošnjaka. Za vrijeme osmanske vladavine Bošnjaci su činili većinu stanovništva, ali su se dolaskom Austrougarske počeli masovno seliti u ostatke Osmanskog Carstva. Na 928 km² brčanskog kotara živjelo je 57.077 stanovnika, preko 12.000 više nego 1879. godine, dok je u gradu bilo naseljeno 6517 ljudi. Brčanski kotar obuhvaćao je preko 90 katastarskih općina. Brčko je za austrougarske okupacije bio relativno moderan grad, a zvao se Brčka. Izgrađeni su i brojni muslimanski, katolički i pravoslavni vjerski objekti. Veliki doprinos izgradnji grada dao je i poduzetnik Ali-aga Kučukalić, koji je podigao hotel "Posavinu" (1891.), a potom Čačak medresu i ruždiju. Krajem 19. st. izgrađene su između ostalog: 1886. godine Gradska bolnica, 1892. gradska vijećnica, 1894. željeznički most na rijeci Savi prema Gunji, dug 755 m s 27 stubova, 1894. ogranak željezničke pruge Brčko – Vinkovci, 1900. godine uvedena je električna struja. Početkom 20. st. u Brčkom je radilo pet hotela: "Hotel Posavina", "Central", "Orijent", "K Caru Austrijskom" i hotel "Marije Kohove", kao i šest banaka. U tom razdoblju Brčko je imalo i nekoliko etivaža za suhu šljivu, industriju špirita, dvije pilane, dvije ciglane itd.
Za vrijeme Kraljevine Srba, Hrvata i Slovenaca Brčko je bilo u sastavu Drinske banovine. Cijelu Bosansku Posavinu, koja je bila najgušće naseljena oblast u ovoj banovini, zastupala su samo dvojica vijećnika: Avdaga Kučukalić iz Brčkog i Marko Jozić iz sela Donji Rahić. U to vrijeme je standard života bio na najnižim granama. Uvjeti stanovanja bili su jako loši, nastambe su većinom bile građene od čerpića. U brčanskom kotaru tada je živjelo oko 20.000 Hrvata, 17.000 Srba i 13.000 Bošnjaka. Pred sam kraj kraljevine dolazi do reforma u pogledu banovina, tako da Brčko zajedno s Posavinom ulazi u Banovinu Hrvatsku.
Brčko je od 1941. do 1945. godine bilo u sastavu Nezavisne Države Hrvatske. Ustaše su najviše ubijali Srbe, Židove, Rome, ali i Hrvate i Bošnjake koji se nisu slagali s režimom NDH. Još su za prve godine vladavine NDH oko Brčkog formirana jaka četnička uporišta: Lončari, Obudovac, Žabar, Krepšić, Bukvik, Vučilovac, Mrtvica, Lopare, Puškovac i Tobut. Do dolaska NDH u ovom kraju je bilo oko 350 Židova. Tijekom 1941. i 1942. godine kotarski načelnik uz pomoć svojih suradnika likvidirao je oko 200 brčanskih Židova, a sinagoga je srušena 1942. godine. Sinagoga se nalazila na mjestu današnje Policije Brčko distrikta BiH. Sredinom 1943. oko grada su se grupirali partizani. Ustaške i fašističke postrojbe početkom travnja 1945. godine povukle su se iz Brčkog. Partizani su 7. travnja 1945. ušli u grad.
U poslijeratnim godinama u SFR Jugoslavije u Brčkom vlada siromaštvo, glad, nezaposlenost, epidemije bolesti i druge pošasti. Tijekom 1946. godine izgrađena je Željeznička pruga Brčko – Banovići. Pruga je građena primitivnim oruđima, prehrana i odjeća bila je oskudna, a disciplina stroga. Gradnju su često ometali preostali četnici koji su se skrivali još neko vrijeme u šumama na Majevici, a noću su radili diverzije na pruzi, ponajviše u mjestima Mramor, Duboki Potok i Tinja. Brčko je u zadnja dva desetljeća Jugoslavije doživjelo novi ekonomski procvat. Otvorene su tri robne kuće, Ekonomski fakultet, hotel "Galeb", novi Dom kulture, više modernih stambenih naselja i dr. U gradu su radile četiri srednje škole, a u brčanskoj općini bilo je 13 osmogodišnjih škola. U općini je radilo deset tvornica s preko 20.000 radnika. Djelovalo je preko 50 kulturnih društava. Šport je bio jako razvijen.

### Rat u Bosni i Hercegovini
Prema popisu stanovništva iz 1991. godine na području općine Brčko koja se prostirala na 493 km², živjelo je 87.627 stanovnika – Bošnjaka 44,07 %, Hrvata 25,39 %, Srba 20,69 %, Jugoslavena 6,54 % i Ostalih 3,30 %, od čega u gradu 41.406 ljudi. U travnju 1992. godine dogovoreno je da se u gradu formiraju tri nove općine: Srpsko Brčko, hrvatska općina Brčko te bošnjačka općina Brčko. Taj dogovor nikad nije realiziran mirnim putem, jer je 1. svibnja 1992. počela srpska vojna agresija na grad. Rat je u Brčkom neslužbeno počeo dan ranije rušenjem Savskog mosta, kada je stradao neutvrđen broj civila prelazeći most. Sljedećeg dana, 1. svibnja grad je okupiran. JNA i pripadnici srpskih paravojnih postrojba zauzeli su vitalne objekte u gradu. Etničko čišćenje Bošnjaka i Hrvata započinje 2. svibnja, da bi u narednih nekoliko dana bilo ubijeno na stotine nesrba. Ljudi su odvođeni iz svojih kuća i ubijani po gradu. Oni koji su preživjeli, odvođeni su u logore, kao što su: Luka, DTV Partizan, Hadži Pašina džamija, Laser. Ubijalo se i masovnim strijeljanjima. Tijela ubijenih bacana su u Savu ili na druge lokacije, gdje su zatrpavana bagerima u masovne grobnice. Isto tako, u gradu su silovane nesrpkinje, što svjedoči o sustavno, unaprijed planiranom, politički motiviranom spolnom nasilju kao zločinu genocida. 
Nakon što su branitelji Brčkog osnovali 108. brigadu HVO-a i 215. brigada ARBiH zaustavljen je prodor srpskih snaga u dubinu područja općine Brčko. Značajnu ulogu u obrani Brčkog od velikosrpske agresije dala je postrojba HVO-a "Živinički sokolovi". Na ovom bojištu imala je mnogo stradalih, a Brčaci poštuju doprinos HVO i obilježavaju sa Sokolovima obljetnicu.
Nakon rata, Haški tribunal za zločine protiv čovječnosti osudio je Gorana Jelisića zv. Srpski Adolf na 40 godina i Ranka Češića, na 18 godina zatvora.

### Uspostavljanje distrikta
Rat u Bosni i Hercegovini se završava 1995. godine. Do kraja rata, Brčko je imalo samo 33.600 stanovnika. Oni koji su ostali pretrpjeli su traumu. Grad je u potpunosti bio etnički podijeljen, došlo je do kolapsa javnih usluga i ekonomije, a bezakonje je bilo široko rasprostranjeno. Tijekom i nakon rata, Brčko je bilo središte aktivnosti crnog tržišta. Procjena je da je crno tržište 1996. godine predstavljalo 98 % gospodarstva Brčkog. Spor zaraćenih strana oko statusa Brčkog bio je toliko žestok da je to bilo jedino značajno pitanje oko kojeg se tijekom mirovnih pregovora u Daytonu nije moglo pronaći rješenje. Strane su stoga rješavanje ovog pitanja prepustile sudu kojeg su na kraju sačinjavali međunarodni i domaći pravni stručnjaci. Konkretan status i ovlasti distrikta Brčko BiH utvrđeni su "Konačnom odlukom" suda iz 1999. godine. 
Predsjedavajući arbitar je u formuliranju svoje konačne odluke o Brčkom, morao povesti računa o kompetitivnim etničkim zahtjevima, te samoj prirodi arbitražnoga spora u kome su učestvovala dva etnički ustrojena entiteta. Opredijelio se za koncepciju kondominija. Paragraf 11 Konačne odluke glasi: "Entiteti neće imati nikakvih ovlaštenja unutar granica Distrikta, kojim će upravljati unitarna vlada. (...) Neće se dozvoliti nikakva podjela Distrikta na etničkoj osnovi".
Nakon što se riješio teritorijalnog balasta, arbitar se dao u formuliranje temeljnog političkog principa na kojemu će počivati ta nova politička zajednica. U Prvoj odluci iz 1997. Arbitražnog tribunala za Brčko taj princip glasi: "Radije nego da preda trofej jednoj ili drugoj strani, važniji princip koji se nametnuo Tribunalu bio je iznalaženje takvog političkog rješenja koje će biti najpravičnije prema svim stanovnicima brčanske općine".
Iz ovog stava proizišao je politički okvir koji reafirmira princip pravičnosti za sve građane. Kasnijim Nalogom supervizora od 6. svibnja 2008., regulirana je "pravičnost za narode". U nalogu se između ostalog kaže: "Imajući takođe u vidu da multietnička struktura Skupštine Brčko distrikta iziskuje uspostavljanje ravnoteže između interesa konstitutivnih naroda, tako da nijedan narod ne može ostvariti nepravičnu prednost u odnosu na neki drugi, stoga bi bilo potrebno uvesti zaštitni mehanizam kojim se u odgovarajućim okolnostima sprečava preglasavanje bilo kojeg od konstitutivnih naroda u Skupštini Brčko distrikta, a u isto vrijeme, ipak, vodeći računa o tome da se takvim mehanizmom ne ometa rad Skupštine Brčko distrikta BiH (...)".
To je sve dovelo do toga da 2006. supervizorica za Brčko Susan Johnson ukine međuentitetsku liniju razgraničenja na području Brčkog. U Nalogu supervizorice za Brčko Susan Johnson od 4. kolovoza 2006. se kaže: "Shodno stavu 39 Konačne odluke, međuentitetska granica prestaje da ima pravni značaj na području Brčko distrikta BiH te da ubuduće 'nijedan postupak bilo kog od entiteta ili bilo koje institucije koja je sastavni dio istih'... neće imati nikakvo pravno dejstvo u Distriktu ili bilo kom dijelu istog".
Ubrzo je Parlamentarna skupština Bosne i Hercegovine usvojila Prvi amandman na Ustav BiH u kojem se regulira autonomni status Brčko distrikta BiH čime Distrikt postaje ustavnom kategorijom, a njegov poredak sastavnim dijelom ustavnog poretka u Bosni i Hercegovini.

### Distrikt
Brčko distrikt BiH odlukom Međunarodnog arbitražnog tribunala uspostavljen je 8. ožujka 2000. godine. Brčko distrikt BiH, po svom Statutu, kojeg je proglasio Robert W. Farrand (prvi nadzornik za Brčko), jedinstvena je administrativna jedinica lokalne samouprave pod suverenitetom Bosne i Hercegovine. Ima vlastitu multietničku administraciju, policiju i pravosuđe. Demilitarizirano je područje i pruža sve potrebne slobode svojim građanima. Latinično i ćirilično pismo, a bošnjački, hrvatski i srpski ravnopravni su u upotrebi za sve svrhe.
Do kolovoza 2012. godine, međunarodni nadzornik je svakodnevno pružao pomoć u radu izabranih dužnosnika koji su upravljali distriktom. Nadzornik je imao široke ovlasti, uključujući i ovlasti da donosi obvezujuće odluke, te je imao zadatak pomagati povratak izbjeglica, promovirati demokratsko i multietničko rukovođenje institucijama i raditi na oživljavanju gospodarstva u Brčkom. Dana 23. svibnja 2012. godine visoki predstavnik najavio je da će se ured u Brčkom zatvoriti 31. kolovoza 2012., te da će nadzornik suspendirati svoje funkcije od istog dana. Iako je nadzornik zadržao sve svoje ovlasti, a Arbitražni sud za Brčko nastavio postojati, puna odgovornost za upravljanje distriktom potpuno je prenesena na lokalne vođe.
OESS i EUFOR nastavili su svoje prisustvo u Brčkom i nakon suspenzije nadzornika. Delegacija Europske unije osnovala je ured u Brčkom. Mandat visokog predstavnika ostao je nepromijenjen, a Upravni odbor Vijeća za provedbu mira, OHR i brojne zemlje nastavili su pomno pratiti razvoj događaja i pružati potporu institucijama distrikta.

## Poznati ljudi
Poznate osobe koje su se rodile, živile i/ili radile u Brčkom.
Kategorija:Životopisi, Brčko
- Abdullah Bukvica (1881. – 1969.), liječnik
- Aleksa Mikić (1912. – 1986.), književnik
- Ali-aga Kučukalić (1807. – 1905), poduzetnik
- Bekim Sejranović (1972. – 2020.), književnik
- Drago Lovrić (r. 1961.), general
- Edo Maajka (r. 1978.), reper
- Edvin Kanka Ćudić (r. 1988.), aktivist za ljudska prava
- Ilija Violoni (1879. – 1945), svećenik
- Lepa Brena (r. 1960.), pjevačica
- Mladen Petrić (r. 1981.), nogometaš
- Rizah Štetić (1908. – 1974.), slikar
- Safet Pašalić (1907. – 1987), glumac
- Tomislav Antunović (r. 1943.), poduzetnik
- Vesna Pisarović (r. 1978.), pjevačica
- Žarko Milenić (r. 1961.), književnik

## Stanovništvo
Prema popisu stanovništva iz 2013. godine Brčko distrikt BiH imao je 83.516 stanovnika. U samom mjestu Brčko živi 39.893 stanovnika. Prosječna starost stanovnika je 39,6 godina. Na području Brčko distrikta BiH, koje je istovjetno s površinom (493 km²) općine Brčko iz 1991. godine, žive građani iz reda sva tri konstitutivna naroda – Bošnjaka 42,4 %, Srba 34,6 %, Hrvata 20,7 % i Ostalih 2,4 %.
| broj stanovnika | 23588 | 57788 | 57007 | 97962 | 49969 | 65078 | 62952 | 74771 | 82768 | 87627 | 83516 |
|                 | 1879. | 1910. | 1921. | 1931. | 1948. | 1953. | 1961. | 1971. | 1981. | 1991. | 2013. |

## Uprava
Brčko distrikt BiH ima status jedinice lokalne samouprave u Bosni i Hercegovini. Status Brčko distrikta BiH reguliran je Statutom Brčko distrikta BiH
Tijela Brčko distrikta BiH jesu:
- Skupština Brčko distrikta BiH
- Vlada Brčko distrikta BiH i
- Gradonačelnik Brčko distrikta BiH

Skupština Brčko distrikta BiH je zakonodavno tijelo distrikta, u čijoj je nadležnosti određivanje opće politike distrikta. Skupština se sastoji od trideset jednog zastupnika, od kojih dva zastupnika predstavljaju nacionalne manjine u distriktu. Zastupnici se biraju na općim, slobodnim, otvorenim i neposrednim izborima, tajnim glasovanjem, u skladu sa zakonima Bosne i Hercegovine i distrikta.
Prva Skupština Brčko distrikta BiH, koja je imala karakter "prijelazne", imenovana je nalogom međunarodnog nadzornika za Brčko, dok je prva demokratski izabrana Skupština, konstituirana 24. studenog 2004. godine. Drugi saziv Skupštine konstituiran je 19. studenog 2008. godine.
Vlada Brčko distrikta BiH obavlja izvršnu vlast u distriktu u skladu sa Statutom i zakonima. Vladu Brčko distrikta BiH čine njezin gradonačenik, zamjenik gradonačelnika, glavni koordinator i šefovi odjela.

### Gradonačelnici
Gradonačelnik Brčko distrikta BiH jedan je od nositelja izvršne vlasti, zajedno uz Vladu u Brčko distriktu BiH. Bira se u Skupštini Brčko distrikta BiH, nakon održanih Općih izbora u Bosni i Hercegovini.
Popis svih brčanskih gradonačelnika od uspostavljanja Distrikta Brčko BiH 2000.
| - Siniša Milić (2024. — trenutačno) - Esed Kadrić (2020. — 2024.) - Siniša Milić (2016. — 2020.) - Anto Domić (2012. — 2016.) - Miroslav Gavrić (2011. — 2012.) | - Dragan Pajić (2008. — 2011.) - Mirsad Đapo (2004. — 2008.) - Branko Damjanac (2003. — 2004.) - Siniša Kisić (2000. — 2003.) |

## Gospodarstvo
Zbog svog zemljopisnog položaja, Brčko ima dobre ekonomske uvjete u poljoprivrednoj i prehrambenoj industriji te trgovini, pogotovo što posjeduje najveću tržnicu u ovom dijelu Europe – "Arizonu". Mnoge velike državne fabrike su prošle fazu privatizacije, a usporedno s tim povećava se, već sada veliki, broj privatnih poduzeća. Upravo zbog svoga položaja, Brčko, osim tradicionalnog lovnog, ima dobre mogućnosti za razvijanje kongresnog i seoskog turizma.
Brčko je okruženo plodnim poljima i brežuljcima pokrivenim voćnjacima, te plodnim oranicama. Od 49.300 ha prostora, poljoprivredno zemljište čini 34.990 ha. Prosjek obradivog zemljišta po glavi stanovnika je 0,25 ha.  Od ukupnih poljoprivrednih površina 53 % (18.635ha) ili 37,8 % od ukupne površine čini zemljište više kvalitete, pogodno za intenzivnu proizvodnju koje je smješteno uz obalu rijeke Save i u jugozapadnom dijelu Distrikta Brčko BiH. To omogućava da se Brčko u budućnosti pozicionira u grad moderne poljoprivredne ekonomije i lake industrije. Isto tako, na području Brčkog postoje nalazišta gline za ciglarsku industriju, iako do sada utvrđena ležišta ne daju posebne šanse za razvoj većih kapaciteta.
Brčko od 2001. ima i svoj sajam gospodarstva koji okuplja gospodarstvenike iz zemalja bivše SFR Jugoslavije i šire, a koji ima i svoje sajamske manifestacije, kao što je sajam zapošljavanja.

## Promet
Brčko je značajno čvorište ključnih prometnica u pravcima istok-zapad i sjever-jug i rijedak je multimodalni transportni čvor (ceste, plovna rijeka, željeznica) u Bosni i Hercegovini. Brčko predstavlja: izlaz u Hrvatsku i središnju Europu, i prilaz do rijeke Save i dalje Dunavom do zapadne i istočne Europe. Važan je tranzitni centar, kroz njega prolazi najvažnija putna komunikacija koja povezuje zapadni s istočnim dijelom Republike Srpske te središnji dio Federacije Bosne i Hercegovine s Posavskom županijom. Preko željeznice grad je povezan s Tuzlom i Vinkovcima.
Osim vrlo značajnih kopnenih komunikacija, Brčko ima i suvremeno opremljenu luku na rijeci Savi, koja se uklapa u jedinstveni plovni put od Crnog mora do Sjevernog i Baltičkog mora. 

## Arhitektura i znamenitosti
Od stare arhitekture u Brčkom ostalo je jako malo. Osim Gradske vijećnice, tu je i hotel "Posavina", zgrada Fehima Kučukalića poznatija kao Veselin Masleša, zatim zgrade s jedne strane Trga mladih i u ulici pored zgrade Vlade Distrikta Brčko BiH.

### Gradska vijećnica
U središtu Brčkog 1892. godine izgrađena je Gradska vijećnica prema idejnom projektu Aleksandra Viteka i izvođačkom projektu Ćirila Ivekovića. Građena je u pseudomaurskom stilu, s mnogo ukrasa na zidovima, iznad prozora i vrata i s kupolama na krovu. Godine 2004. proglašena je nacionalnim spomenikom Bosne i Hercegovine. U Gradskoj vijećnici danas je sjedište gradonačelnika Brčko distrikta BiH.

### Azizija džamija
Azizija džamija se nalazi u brčanskoj mjesnoj zajednici Brezovo Polje. Godine 1862, sultanovom naredbom počela je izgradnja nove džamije u Brezovom Polju koja je dobila ime po tadašnjem sultanu Abdul Azizu. Dimenzije su bile 14,50x puta 18,55 metara. Minber i mahfil su izrađeni u Istanbulu i brodom su dopremljeni u Brezovo Polje. Azizija je jedina džamija u Bosni i Hercegovini koja je izgrađena pod utjecajem osmanskog baroka, nad čijim središnjim dijelom je smještena kupola koja leži na osmougaonom tamburu s natkrivenim sofama i kamenim minaretom. 
U listopadu 1943. godine bila je gotovo uništena, a srušena je u toku rata u Bosni i Hercegovini od strane srpskog agresora 21. svibnja 1993. godine. Vlada Brčko distrikta BiH je u obnovu, koja je završena 2016. godine, uložila 1.650.000 KM, dok su džematlije i drugi donatori prikupili oko 300.000 KM. Obnovljena je u svom autentičnom izgledu. Njen značaj potvrđen je 1976. godine, kada je proglašena nacionalnim spomenikom, a Komisija za očuvanje nacionalnih spomenika Bosne i Hercegovine svojom odlukom svrstala je Aziziju džamiju među najmonumentalnije objekte islamske arhitekture u ovoj zemlji.

### Hotel Posavina
Hotel Posavina se nalazi u centru Brčkog. Izgradio ga je kao prvi hotel u Brčkom Ali-aga Kučukalić 1891. godine u pseudomaurskom stilu. U toku rata u Bosni i Hercegovini hotel je bio potpuno uništen čime mu je funkcija bila prekinuta. Zgrada je renovirana i 2001. godine i danas je ponovo u funkciji hotela.

### Kučukalića kuća
Kučukalića kuća je izgrađena 1907. godine po nalogu brčanskog poduzetnika Ali-age Kučukalića. Nalazi se u brčanskom naselju Kolobara, u blizini Bijele džamije. Građena je u pseudomaurskom stilu kao i Gradska vijećnica po projektu Aleksandra Viteka. Kučukalića kuća je 2003. godine proglašena nacionalnim spomenikom Bosne i Hercegovine. Danas je kuća u lošem stanju. 

### Krsmanovića kuća
Braća Krsmanović su bili poznati brčanski poduzetnici, koji su se sredinom 19. st. preselili uz Beograd. Ljubomir i Olga su 1865. izgradili veliku kuću u brčanskom naselju Srpska varoš. Kuća je postala poznata pod nazivom Dvorana. Kad su se odselili u Beograd kuću su poklonili Pravoslavnoj crkvenoj općini. U donjem dijelu kuće su bile trgovačke magaze i zanatske radnje, a na spratu prostorije za stanovanje. Dolaskom Austro-Ugarske u ovoj kući je od 1878. do 1918. bio Konzulat Osmanskog Carstva. Poslije toga u kući je bio đački konvikt pa ženska stručna škola. Godine 1945. kuća je nacionalizovana i u nju je useljeno više obitelji. Danas je kuća u lošem stanju. Nalazi se na privremenoj listi nacionalnih spomenika Bosne i Hercegovine. Danas je kuća u lošem stanju.  

## Obrazovanje
U drugoj polovini 19. st. u Brčkom se počelo razvijati obrazovanje. Osnovana je prva osnovna škola i prva Trgovačka škola, koja je počela s radom školske 1883. godine. Trgovačka škola nije bila prva samo u Brčkom, nego i u cijeloj Bosni i Hercegovini. Odigrala je ogromnu ulogu u razvoju trgovine u Brčkom, Bosanskoj Posavini i Semberiji.
Poslije završetka Prvog svjetskog rata Trgovačka škola se zatvara. Umjesto nje se osniva Niža gimnazija, pa je zbog ukidanja Trgovačke škole zatraženo osnivanje Trgovačke akademije. Međutim, tadašnje Ministarstvo trgovine i industrije Kraljevine Jugoslavije bilo je protiv. I pored ovih protivljenja, organizovana i dobro osmišljena borba Brčaka, okončana je uspješno. Tako je u Brčkom, 6. rujna 1923. godine počela s radom Trgovačka akademija. 
Godine 1930. godine Državna trgovačka akademija premještena iz Brčkog u Banjaluku. Godine 1939. u Brčkom se otvara Državna trgovačka akademija koja je radila i tijekom Drugom svjetskog rata, ali i nakon njega. Trgovačka akademija školske 1950. godine dobiva naziv Srednja ekonomska škola, a 1958. mijenja ime u Ekonomska škola u Brčkom. Od tada do uspostavljanja Brčko distrikta BiH, škola je imala nekoliko promjena, od promjene u imenu do promjene profila obrazovanja. S 1.404 učenika raspoređena u 51 odjela, u deset zanimanja, Ekonomska škola u Brčkom radi i danas.
Godine 1961. u Brčkom se otvara Viša ekonomsko-komercijalna škola, koja je Brčkom, kao i široj regiji, dala vrlo značajne kadrove za gospodarstvo i druge djelatnosti. Školu je, od njenog osnivanja do prerastanja u Ekonomski fakultet, pohađalo oko 3.000 redovnih i 9.000 izvanrednih studenata. Diplomiralo je 4.500 studenata. Tijekom rata u Bosni i Hercegovini, protjerani profesori Ekonomskog fakultet iz Brčkog osnovali su Ekonomski fakultet u Tuzli.
Danas je u Brčkom osnovno obrazovanje je devetogodišnje, obvezno i besplatno u Brčko distriktu BiH. Ima 16 osnovnih škola, 5 srednjih, 2 privatna sveučilišta i jedan državni fakultet - Ekonomski.

## Kultura
Brčko posjeduje bogatu gradsku knjižnicu, umjetničku galeriju, amatersko kazalište, dom kulture i nekoliko kulturno-umjetničkih društava. Aktivna su i tri nacionalna kulturna društva – "Prosvjeta", "Preporod" i "Napredak". 
Brčko je od 70-tih godina prošlog stoljeća poznato po "Susretima kazališta" koji se redovito održavaju svake godine prvog tjedna u mjesecu studenom. Tada Brčaci punih sedam dana imaju prilike vidjeti glumce iz kazališnih kuća unutar Bosne i Hercegovine, Crne Gore, Hrvatske i Srbije. 
Posebna likovna kolonija koja se održava od 1999. godine pod nazivom "Sava" okuplja slikare iz šire regije i proizvodi likovna djela koja ostaju u fundusu Umjetničke galerije Brčko distrikta BiH i bivaju postavljena na posebno upriličenoj izložbi.
Prije rata u Brčkom je postojala manifestacija "Mladi graditelji". Na tradiciji te manifestacije 2002. godine je pokrenuta manifestacija "Folklorni susreti", gdje kulturno-umjetnička društva svake godine u jednom tjednu predstavljaju narodne običaje.
Od 2003. godine u periodu od 1. do 31. kolovoza u Brčkom se svake godine organizira Kulturno-športska manifestacije "Brčansko ljeto – Savski cvijet", koja svake godine obiluje kulturnim, športskim i zabavnim sadržajima.
Na festivalu "Dječja mašta može svašta" nastupaju djeca iz Brčko distrikta BiH, drugih mjesta u Bosni i Hercegovini i susjednih zemalja. Festival se održava svake godine povodom Dana Brčko distrikta BiH. 
Po ideji književnika Žarka Milenića, Rasima Karića i Suvada Alagića, a na tradicijama Književnog kluba "Pablo Neruda" koji je osnovan 1972. i postojao je do rata 1992. rodila se ideja o obnavljanju rada ove brčanske kulturne institucije koja je iznjedrila više poznatih književnih imena. U rujnu 2005. je službeno registriran Književni klub Brčko distrikta BiH. Tijekom narednih 16 mjeseci, Klub je bio organizator oko 40 književnih nastupa i večeri u Bosni i Hercegovini i Hrvatskoj. 
Od 2016. godine u Brčkom se svake godine u mjesecu srpnju održava "BiH Color Festival". Na festivalu se može slušati suvremeni mainstream i underground zvuk, a festival ima ambicije da bude jedan od većih događaja elektonske glazbe u Bosni i Hercegovini.
Na području Brčkog nalazi se i nekoliko amaterskih kazališnih grupa. Jednu je osnovala SPKD "Prosvjeta", a drugo je formirao BZK "Preporod".

## Mediji
Brčko distrikt BiH ima i svoj javni medij u instituciji R.N.U. Radio Brčko distrikta BiH, a u perspektivi je i njegovo proširenje na pisani i TV segment. Također, funkcionira i nekoliko privatnih medija. Na području Brčko Distrikta BiH djeluju privatni mediji RTV Hit, BDC TV, Posavina TV,  ORT Valentino i Radio bet Frattelo.  Svoje informativno-tehničke centre (ITC) u Brčkom imaju Federalna televizija (FTV) i Radiotelevizija Republike Srpske (RTRS).

## Sport
Brčko ima tradiciju bavljenja odbojkom. Godine 1946. na izgradnji pruge Brčko-Banovići osnovana je prva brčanska odbojkaška sekcija. Muški odbojkaški klub Jedinstvo Brčko je u vrijeme SFR Jugoslavije bio jedan od najvećih jugoslavenskih odbojkaških klubova. Prvi značajan uspjeh su ostvarili juniori MOK Jedinstvo Brčko osvojivši naslov odbojkaškog prvaka SFR Jugoslavije 1953. godine. MOK Jedinstvo Brčko, najveći uspjeh je ostvario osvajanjem vicešampionskog naslova u SFR Jugoslaviji u kojoj je dugi niz godina bio član prve savezne odbojkaške lige, 25 puta osvajač Kupa Bosne i Hercegovine i 1963. godine je sudjelovao u finalu Kupa SFR Jugoslavije.
Kroz dugo djelovanje MOK Jedinstvo Brčko je ostvarilo značajne rezultate, i u davanju reprezentativaca koji su godinama činili okosnicu reprezentacije SFR Jugoslavije, kao i reprezentacije Bosne i Hercegovine. U reprezentativnim selekcijama igralo je 30-ak odbojkaša iz Brčkog. Brčko je i danas grad odbojke, koji na međunarodnom planu više uspjeha ima u ženskoj konkurenciji, ali u gradu usporedno djeluju i dva veoma jaka muška kluba Jedinstvo Brčko i Mladost Brčko.
Najveća brčanska športska manifestacija po broju sudionika i gledatelja s natjecateljima iz različitih zemalja diljem svijeta je "Vidovdanska trka", ulični maraton koji se održava u Brčkom od 1997. godine. Također, međunarodna športska manifestacija, koja se tradicionalno održava u organizaciji Teniskog kluba "Prohema" iz Brčkog, okuplja tenisače i tenisačice na ITF turniru pod nazivom "Brčko open". Svake godine na rijeci Savi organizira se kajak-kanu natjecanje pod nazivom "Savska regata" u okviru kulturno-športske manifestacije "Brčansko ljeto - Savski cvijet". Od 2003. održava se Bajramski turnir u malom fudbalu Brčko. Vidovdanska trka koja se održava od 1996., bila je IAAF Bronze Label utrka 2012. do 2014. i 2017. do 2020.
U Brčkom djeluju i nogomentni klubovi FK Jedinstvo Brčko, FK Lokomotiva Brčko, OFK Brčko, FK Dizdaruša Brčko, FK Izbor Brčko, FK Gornji Rahić, NK Napredak Skakava Donja.

## Gradovi prijatelji
Brčko ima uspostavljenu prijateljsku suradnju sa sljedećim gradovima:
- St. Louis, SAD
- Smederevska Palanka, Srbija
- Samsun, Turska
- Mostar, BiH

## Galerija
- Atik-Savska džamija
- Trg mladih
- Bijela džamija
- Crkva Uspenja Presvete Borogodice
- Brčko noću
- Savski most

## Vanjske poveznice
- Službena stranica  Arhivirana inačica izvorne stranice od 26. ožujka 2020. (Wayback Machine)